# Музей Фабра
Музей Фа́бра (фр. Le musée Fabre) — музей мистецтва у Монпельє. Заснований у 1828 р. художником Франсуа-Ксав'є Фабром.
Головна галерея мистецтв Монпельє — музей Фабра — розташована поруч з площею Комедії, на вулиці rue Montpelliéret. Музей носить ім'я свого засновника, уродженця Монпельє художника Франсуа-Ксав'є Фабра (1766—1837), автора полотен на теми стародавньої історії та міфології. Площа музею — 9 200 метрів квадратних. Він містить близько 800 робіт, 900 гравюр та 3500 малюнків часів XIV — XXI століття.

## Історія
У 1802 р. місту Монпельє було віддано 30 живописних полотен, які лягли в основу фонду скромного міського музею, заснованого за часів Першої Імперії, який змінив безліч тимчасових місць. У 1825 р. міська рада прийняла велику колекцію робіт неокласичного мистецтва від художника та колекціонера барона Франсуа-Ксавьє Фабра.

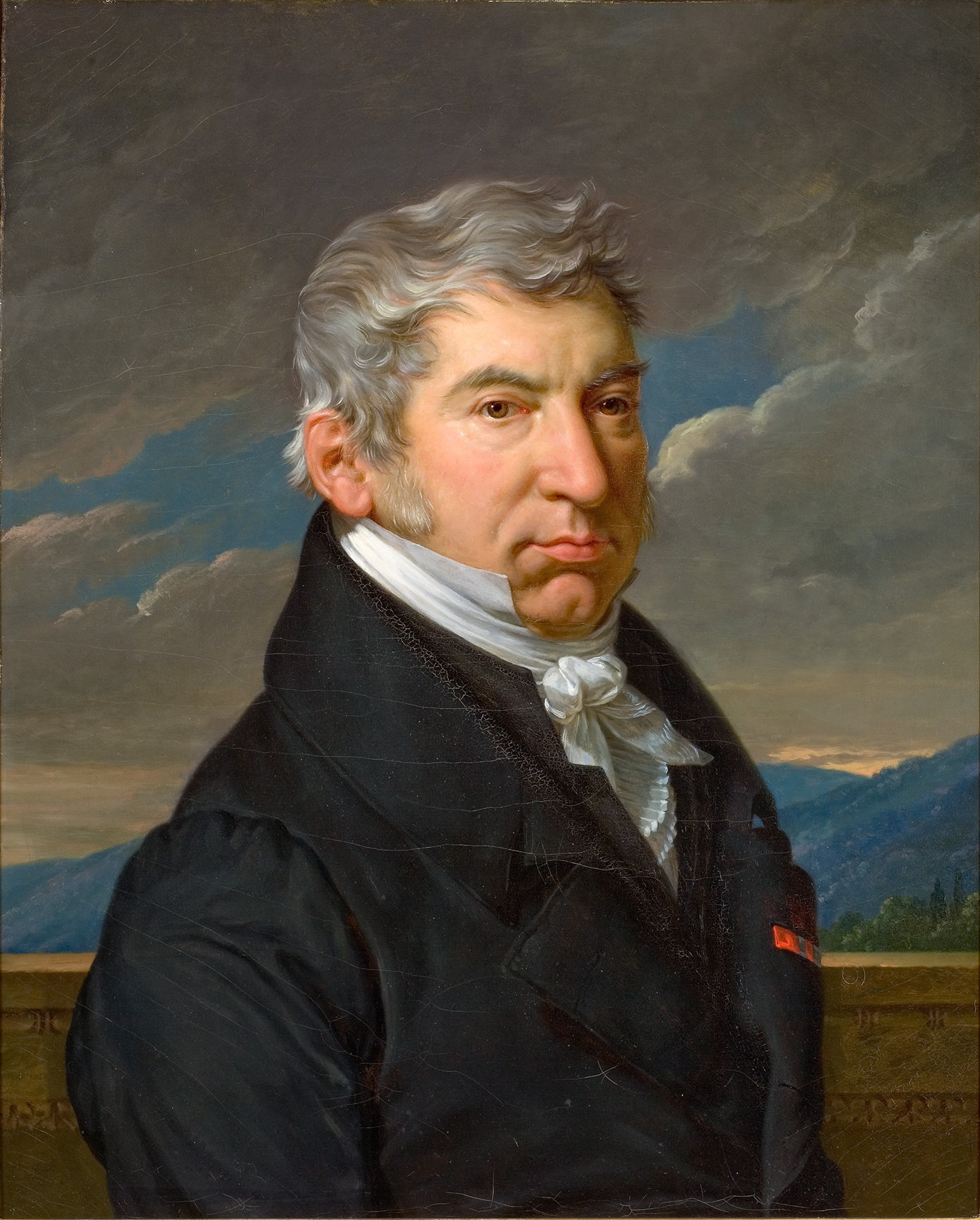
«Барон Франсуа-Ксавьє Фабр»

Фабр був своєю людиною у великосвітських колах. Він дружив з графинею Олбані і графом Вітторіо Альфієрі, її коханцем. Після ранньої смерті останнього в 1803 р. Фабр зайняв його місце в будуарі графині. У 1824 р. вона померла, і художник отримав у спадок всі володіння графині Олбані і графа Альфієрі, у тому числі велику колекцію картин. Повернувшись в Монпельє, Фабр подарував рідному місту значну частину цієї колекції, але поставив умову, що ця пожертва покладе початок створенню музею, а в особняку, де буде розташовуватися колекція, створять необхідні умови проживання і для самого Фабра. Міська влада Монпельє погодилась на умови. У 1828 р. в особняку Массіліан у східній частині Екюссона — історичного центру Монпельє — був відкритий музей, якому було присвоєно ім'я Фабра.
Музей  розміщується в будинку, побудованому в 1775 р. на місці колишнього готелю. У 1654—1655 роках тут давала вистави театральна трупа Мольєра. На цій же вулиці розташований ще один колишній готель, що є тепер філією музею. У філії зберігаються експонати часів Другої імперії, старовинні меблі і твори прикладного мистецтва.
Музей Фабра офіційно відкрився 3 грудня 1828 р. Проживаючи в особняку, поруч з колекціями, Фабр виконував функції наглядача музею і продовжував набувати для експозицій різні твори. У музейних фондах з'явилися полотна голландських і фламандських живописців (Рубенс, Давид Теньє).
 
Щедрість Фабра змусила інших городян наслідувати його приклад. Антуан Валедо подарував місту колекцію голландських і фламандських майстрів. Після смерті Фабра в 1837 р. його спадщина, що склала більше сотні картин і начерків, поповнила колекцію музею.
Згодом музей Фабра вимагав розширення виставкового простору, тому до основної будівлі додали ряд будівель XIX століття, фасади яких виходять на Еспланада — широку вулицю з алеями, а також колишній колеж Єзуїтів, побудований у XVIII столітті.
З 1868 по 1876 роки директором музею Фабра був Альфред Брюйа. Велика частина його пожертвувань припадає саме на цей період. Серед робіт — Делакруа, Кабанель. В колекції Брюйа знаходилися роботи Курбе, в тому числі «Купальниці», один з найкращих автопортретів художника («Чоловік з трубкою»), «Спляча пряха» і «Морський пляж в Палавасі». В музеї Фабра зберігають 15 творів Курбе, що є найбільшою колекцією робіт Курбе серед усіх провінційних музеїв Франції.
 
У 1868 р. сім'я живописця Фредеріка Базіля також передала музею Фабра ряд творів художників-імпресіоністів. У різні періоди відчутний внесок в поповнення фондів зробили відомі музеї Франції: Лувр, Орсе, Національний музей сучасного мистецтва. У 1870 р. Жуль Каноньє подарував колекцію з більш ніж 300 малюнків.
У 1968 р. мадам Сабатьє д'Еспейран, виконуючи волю чоловіка — дипломата та бібліографа, віддала музею свій Hôtel Particulier разом з колекцією мистецтва.

## Масштабна реставрація
У 2003 р. в музеї Фабра почалися роботи, пов'язані з розширенням і реорганізацією виставкового простору. Площі експозицій збільшилися до 10 тисяч квадратних метрів, тисячу з яких виділили під проведення тимчасових виставок. Маршрут екскурсій був збудований за новою схемою, велику увагу приділили і оформленню інтер'єрів, дотримуючись стилю XIX століття. В окреме крило будівлі перемістили твори сучасних художників. Вхід в музей Фабра змістили у бік. Тепер він розташовується в колежі Єзуїтів, а не в особняку Массіліан.
У нових приміщеннях виставлені великі зібрання творів мистецтва різних епох і напрямків. Тут представлені автори епохи Відродження, романтичний і історичний живопис. Виставлена велика колекція сучасного мистецтва, серед авторів — відомий художник-абстракціоніст П'єр Сулаж, який подарував галереї 20 своїх полотен.
Будівлю відкрили у лютому 2007 р. Реставрація коштувала 63 мільйони євро. До закриття музей Фабра мав 80 тисяч відвідувачів на рік. У перший рік після реставрації музей відвідало 363 тисячі осіб. Саме куратор музею Мішель Ілер наполягав на великих змінах. По всьому музею з'явились мультимедійні технології. Відвідувачі можуть вивчити колекцію через комп'ютерні термінали.
Окрім постійної колекції полотен у музеї влаштовуються тимчасові експозиції. Серед подій 2010 р. — виставка, присвячена французькому імпресіонізму. Більшість картин були надані музеями США.
 
У 2010 р. в особняку Кабр'єр-Сабатьє також відкрито новий відділ музею, присвячений декоративному і прикладному мистецтву. Також наприкінці 2010 р. пройшла велика виставка робіт Олександра Кабанеля. З різних музеїв світу було зібрано 250 робіт художника.
Музей Фабра входить до п'ятірки найбільших обласних галерей Франції. Згідно з Законом № 2002-5 від 4 січня 2002 р. має статус Національного музею.

## Колекції

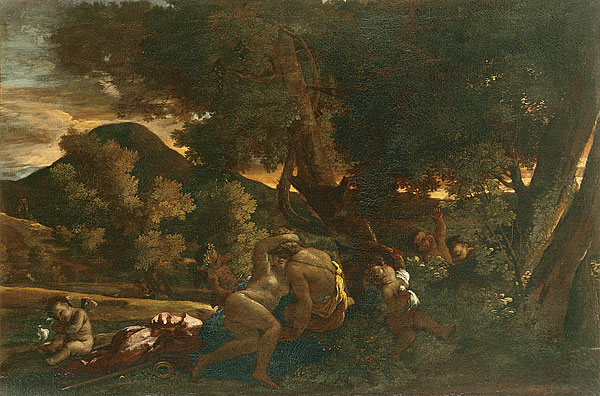
Пуссен «Венера та Адоніс»

В зібрання живопису, що охоплює період з XIV до XXI століття, включені полотна таких старих майстрів, як Рубенс, Пуссен, Веронезе, Брейгель. Пізніший живопис представлений п'ятнадцятьма полотнами Курбе, роботами Делакруа, Енгре, Мане, Ренуара, Матісса та багатьох інших авторів. У музеї також виставлена кераміка з європейських країн, скульптура, а також колекція тканин. Найсильніші у музеї — роботи романтизму, академізму, реалізму та імпресіонізму. У XX столітті акцент роблять на русі абстракціоністів після війни.

### Живопис і скульптура XIV— XVIII століття
Експонати цього періоду можна розділити на три стилістичні та хронологічні групи: фламандський та голландський живопис XVII століття, європейський живопис XIV — середини XVIII століття, неокласичний період (кінець XVIII — початок XIX ст.).
Великий розділ, присвячений Рубенсу і бароко. Група «Старий майстер», що відноситься до золотої доби голландського живопису, представлена картинами Герріта Доу та Габріеля Метсю.
Європейський живопис та скульптуру XV—XVIII ст. представляють Педро де Кампанья, Бассано, Веронезе. Італійський живопис XVII ст. — полотна Караваджо, Альбані, Берніні, Легро.
Неокласичний живопис є одним з основних розділів з точки зору якості та змісту. Сюди відносяться картини самого Фабра, Греза и Джошуа Рейнольдса, пейзажі Верне, які демонструють зміни після революції, у той час як жанрові картини Північної Європи цього часу були романтичними.
Найвідоміші роботи у цьому розділі: три картини Петера Пауля Рубенса, 2 картини Петера Брейгеля-молодшого, Жак-Луї Давід — 5 картин, у тому числі «Гектор», «Портрет доктора Альфонса Леруа», Франсіско де Сурбаран — 2 картини, у тому числі «Архангел Гавріїл», Ніколя Пуссен («Венера та Адоніс»).

### Сучасність: XIX— XX століття
Цей відділ розташований у північній частині Колежу Єзуїтів. Головні стилі — орієнталізм, реалізм, фовізм, імпресіонізм, абстракціонізм. Але першим напрямком, з якого і починається розділ, — є романтизм.
Живописці початку XX ст. активно використовують кольори. П'єр Сулаж, твори якого присутні у цьому секторі, зробив серйозний вплив на міжнародній арені 1950-х років з його жорстко контрольованою технікою, поєднанням світла і матеріалів та обмеженим діапазоном кольорів. Тісний зв'язок цього художника з музеєм Фабр завершився в 2002 році даром 22 картин.
 
Найвідоміші роботи у секторі: 16 картин Гюстава Курбе, Едгар Дега «Медсестра у Люксембурзькому саду», 7 картин Ежена Делакруа, роботи Анрі Матісса, П'єра Огюста Ренуара, Клода Мона та Едуарда Мане.
Також у цьому відділі знаходяться скульптури Антуана Бурделя, Жермена Ріш'є, Рене Іше, Жана-Антуана Гудона.

### Графіка
Колекція графіки у музеї Фабра є однією з найкращих у Франції. Вона включає малюнки від епохи Відродження до XX ст. — понад 4000 робіт.
Найважливішою частиною є ансамбль малюнків XVII і XVIII ст., з прикладами Пуссена, Лебрена, Буше, Фрагонара. Завдяки Франсуа-Ксав'є Фабру музей також має свою колекцію неокласичних малюнків. Також тут є роботи Мілле, Делакруа і Барі, італійські колекції, при цьому навіть деякі твори Рафаеля, які нещодавно були реставровані.
У 1996 р. колекція була доповнена близько 300 сучасними творами, які забезпечують панораму другої половині XX ст.
Найвидатніші графічні роботи: Себастьян Бурдон, Франсуа Ксав'є-Фабр, Нікола Пуссен, Шарль Лебрен, Рафаель.

### Декоративне мистецтво
Колекція декоративно-прикладного мистецтва виникла у 1967 р. за заповітом мадам Фредерік Сабатьє д'Еспейран. Вона мала велику колекцію мистецтва. Мадам виконала бажання чоловіка, дипломата та бібліофіла, який хотів зробити внесок у спадок рідного міста.
Колекція декоративного мистецтва налічує близько 2300 експонатів.
Два поверхи будинку оформлені у стилі Наполеона III, що є свідоцтвом розкішного життя сім'ї в другій половині XIX ст. Особняк містить колекції меблів і предметів мистецтва XVIII ст. Є роботи знаменитих майстрів-червонодеревників (Пілло, Сені, Бюрі), скульптури.
Ця колекція складається з європейської кераміки і порцеляни XVI — XIX століття, включає в себе представників італійської майоліки, фаянс з Монпельє і південно-західної Франції, Стразбурга, Делфта і Мейсена.